# Romulus
Romulus (a hagyomány szerint élt Kr. e. 771. március 24. – Kr. e. 716. július 5., uralkodott Kr. e. 753 – Kr. e. 716) Róma városának alapítója, a római mitológiában Rhea Silvia hercegnő és Mars, a háború istenének fia, Remus ikertestvére. A legenda, valamint Plutarkhosz és Titus Livius szerint is Romulus volt Róma első királya.
Romulus Róma megalapítása után nem csak a hadsereget és a szenátust hozta létre, hanem a szabin nők elrablása során asszonyokat is hozott a városba. Így a szabinok és a rómaiak egy népcsoporttá olvadtak össze. Romulus volt az ősi Róma legnagyobb hódítója, rengeteg földet és népet hódított meg. Romulust halála után Quirinus néven istenként tisztelték. Ma már inkább mitológiai személynek tartják, akinek a nevét Rómából „vezették vissza”. A Róma jelentése talán etruszk eredetű, a Tevere archaikus nevére, esetleg két halomra utal, amelyekre az ókori Róma is épült.

## Származása, gyermekkora és Róma alapítása
Az ősi monda – amely kifejezetten Sarrukín akkád király mítoszára hasonlít – a következőképpen beszéli el Romulus származását, gyermekkorát és Róma alapítását:
A trójai Aineiasz hajón érkezett Itáliába, feleségül vette Latinus laurentumi király leányát és letelepedett. Fia, Ascanius vagy Julus megalapította Alba Longa városát egy dombháton, az Albanus hegy alatt. Utódai itt 300 évig uralkodtak.
A következő ismert uralkodó, Proca, akinek két fia harcolt a hatalomért: Numitor és Amulius. Numitor, mint elsőszülött fiú lett volna a hatalom örököse, de öccse Amulius megfosztotta őt a hatalomtól, fiát megölte, de megkímélte Numitor leányát, Rhea Silviát, akit Vesta papnőjévé (Vesta-szűz) tett, így elvileg nem lehetett volna gyereke.
Azonban a szűzleány teherbeejtéséről maga Mars isten gondoskodott („szűznemzés”), és a nász gyümölcse két kisfiú lett. Amulius tudomást szerzett az ikrek születéséről, egy kosárba helyeztette őket, és a Tiberius folyóra tetette. Az áradás a csecsemőket partra sodorta, miután egy anyafarkas kezdte szoptatni őket, amíg Faustulus, a fejedelmi nyájak pásztora rájuk nem talált, és feleségének, Acca Laurentiának gondjaira bízta őket.
A fiúk a Romulus és Remus nevet kapták, szép nagyra nőttek, és a Quinctiliusok és Fabiusok törzsének vezetői lettek.
E két törzs segítségével Amuliust letaszították a hatalomból, visszatették a helyére Numitort, aki egy földet ajándékozott nekik, és itt a két hős megalapította Rómát. (Az ókori rómaiak ettől a pillanattól (Ab urbe condita) számították történelmüket.)
Romulus és Remus között megindult a versengés az új település vezetéséért. A két testvér között a vita arról folyt, hogy melyiküket támogatják az istenek abban, hogy megalapítsa a várost és a nevét adja neki. Felmentek két hegyre. Azt mondták: akihez több sas száll az lesz a király. Romulushoz 12, Remushoz csak 6 sas szállt, így Romulus alapíthatott várost. Fogadalmat tettek, hogy aki átugorja a városfalat azt kivégzik. Végül Celer, Romulus barátja vagy talán maga Romulus megölte Remust, és így Romulus egyeduralkodóként Róma első királyává vált.

## Uralkodásának első szakasza
A város megépítése után Romulus katonai egységekbe osztotta Róma harcképes lakosságát: 3000 gyalogosból és 300 lovaskatonából állt a hadsereg. A katonai egységeket légióknak nevezte el. A katonai egységekbe be nem sorolt emberek alkották a köznépet, illetve Romulus kiválasztott 100 nemesembert is a város lakosságából, akikből tanácsot hozott létre. A nemeseket patríciusoknak nevezte el, a tanácsot pedig szenátusnak. A patrícius elnevezés Romulus szándéka szerint arra utalt, hogy a nagyoknak és gazdagoknak úgy kell kezelniük a gyengéket és szegényeket, ahogy az apáknak kell a fiaikról gondoskodniuk.
Romulus olyan hírnevet szerzett Rómának, miszerint Róma menedékül szolgál mindenki számára, aki új életet akar kezdeni. Éppen ezért Róma vonzotta a száműzötteket, menekülteket, gyilkosokat, bűnözőket és szökött rabszolgákat egyaránt. Róma hírneve egyre nőtt, ahogy lassan már öt dombot benépesített a hét domb közül, amelyekre épült. Ezek a Capitolinus, az Aventinus, a Caelius, a Quirinalis és a Palatinus voltak. Romulus előtt azonban újabb probléma kezdett körvonalazódni. Mivel a város leginkább menekültekkel népesült be, a betelepülők között elég kevés embernek volt felesége, ezért Romulus úgy döntött, hogy a városba nőket is be kell telepítenie.
A probléma megoldása végett Romulus rendezett egy ünnepséget, a Consualiát, amire meghívta vendégként a szomszédos szabin törzset is. A szabinok mind eljöttek, és magukkal hozták a lányaikat is. Romulus terve az volt, hogy elrabolja a szabin nőket, és elviszi őket Rómába. Amikor a szabinok megérkeztek Romulus leült szenátorai közé. A támadásra a jel az volt, hogy ő feláll, kioldja lila palástját, majd újra maga köré teríti. Karddal felfegyverzett hívei figyelték őt, és amikor a jeladás megtörtént, akkor a nemesek kardot rántottak, és csatakiáltások közepette megrohanták a szabinokat, és elfogták a lányaikat, de a férfiakat hagyták sértetlenül elmenekülni. Összesen mintegy 700 szabin nőt raboltak el és vittek Rómába.

## Háború a szabinokkal
A monda szerint: Hosszú idő telt el, de az elrabolt nők beletörődtek sorsukba, mivel férjeik szeretettel magukhoz édesgették őket. Romulus felesége szintén egy elrabolt szabin nő lett: Hersilia.
Tehát a szabin nők megbékéltek, nem így a szüleik! Titus Tatiushoz (Cures szabin város királyához) fordultak panaszukkal. Titus neve ezen a vidéken mindenekfölött tisztelt és megbecsült volt, mert bölcsen és bátran kormányozta városát.
Azonban Caenina, Crustuminum és Antemnae lakói (akiknek lányai közül is sokat elraboltak)türelmetlenek voltak és ők hárman szövetkezve elindultak Róma ellen, de Romulus seregével könnyedén leverte őket. Mikor Romulus diadallal visszatért Rómába, felesége Hersilia megkérte, hogy kössön békét a elraboltak szüleivel és fogadja be őket is a városba, hadd éljenek együtt békében. Romulus szívesen engedelmeskedett. Sokan be is költöztek a városba. Ám a legnagyobb ellenség (Titus Tatius)még mindig készülődött, és jól megfontolt haditerv szerint járt el.
Váratlanul betört Rómába. Elsőnek a Capitolium-dombon épült fellegvárat akarta elfoglalni, hogy innen felülről támadhasson a városra. A fellegvár vitéz parancsnokának (Spuritus Tarpeiusnak) volt egy lánya aki az éj beálltával az őrizetlen ösvényen becsempészte a szabinokat, akik a mit sem sejtő, álomba merült rómaiakat lemészárolták.
Másnap a rómaiak megdöbbenve vették észre, hogy Capitóleum vára a szabinok kezében van, Romulus azonnal kirendelte légióját a Palatium és a Capitóleum közötti síkságra. A szabinokat Mettius Curtius, a rómaikakat Hostius Hostilius vezette. A csata során a római csatasor megingott és menekülésre fogta a dolgot, ekkor Romulus Jupiterhez fohászkodott, hogy ne engedje a várost a szabinoknak.
Majd ekképpen szólott a menekülő katonákhoz: "A legnagyobb és legjobb Jupiter azt parancsolja, hogy itt megálljunk és szálljunk szembe az ellenséggel!"
Csodák csodájára a katonák megfordultak és Romulusszal az élen újra csatasorba álltak. A seregek felálltak egymással szemben, a vezérek buzdító szavakat intéztek katonáikhoz. Már várták a csata hívó kürtjelét…
Amikor váratlanul a palatiumi kapun Hersilia vezetésével kitódultak az elrabolt szabin nők, sokan már gyermeket tartva karjukon és a mezőség közepére, a két sereg közé siettek és hol apáikat, hol férjeiket kérlelték:
- Ne szennyezzétek be magatokat egymás vérével, mert átkozottak lesztek! Ne vétkezzetek utódaitok ellen: gyermekeitek unokái ezek! Szívesebben elpusztulunk, minthogy elvesztvén benneteket, özvegyekké, árvákká váljunk!
Az asszonyok szavait a gyermekek hangos szava kísérte akik nagyapjuk nevét kiáltották, ahogy erre az anyjuk megtanította őket. Azután csend lett… A bátor harcosok szemében könny ült. Majd a döbbent csend után megindultak a szabinok, immár fegyver nélkül, hogy lányaikat unokáikat megölelhessék…
Most már az öröm és békesség hangja töltötte el a mezőséget…
A két király is elindult egymás felé… hogy békét kössenek és a béke mellett abban is megegyeztek, hogy a két népből egyet alkotnak, egyesítik királyságukat és a két nép fővárosává Rómát teszik.